# Skyworth Auto
Skyworth Auto (anciennement Tianmei Auto) est un constructeur automobile chinois de véhicules électriques de tourisme fondé en 2017 à Nankin. La marque appartient à la société chinoise Skywell, en partenariat avec Skyworth Group.

## Histoire

### Skywell New Energy

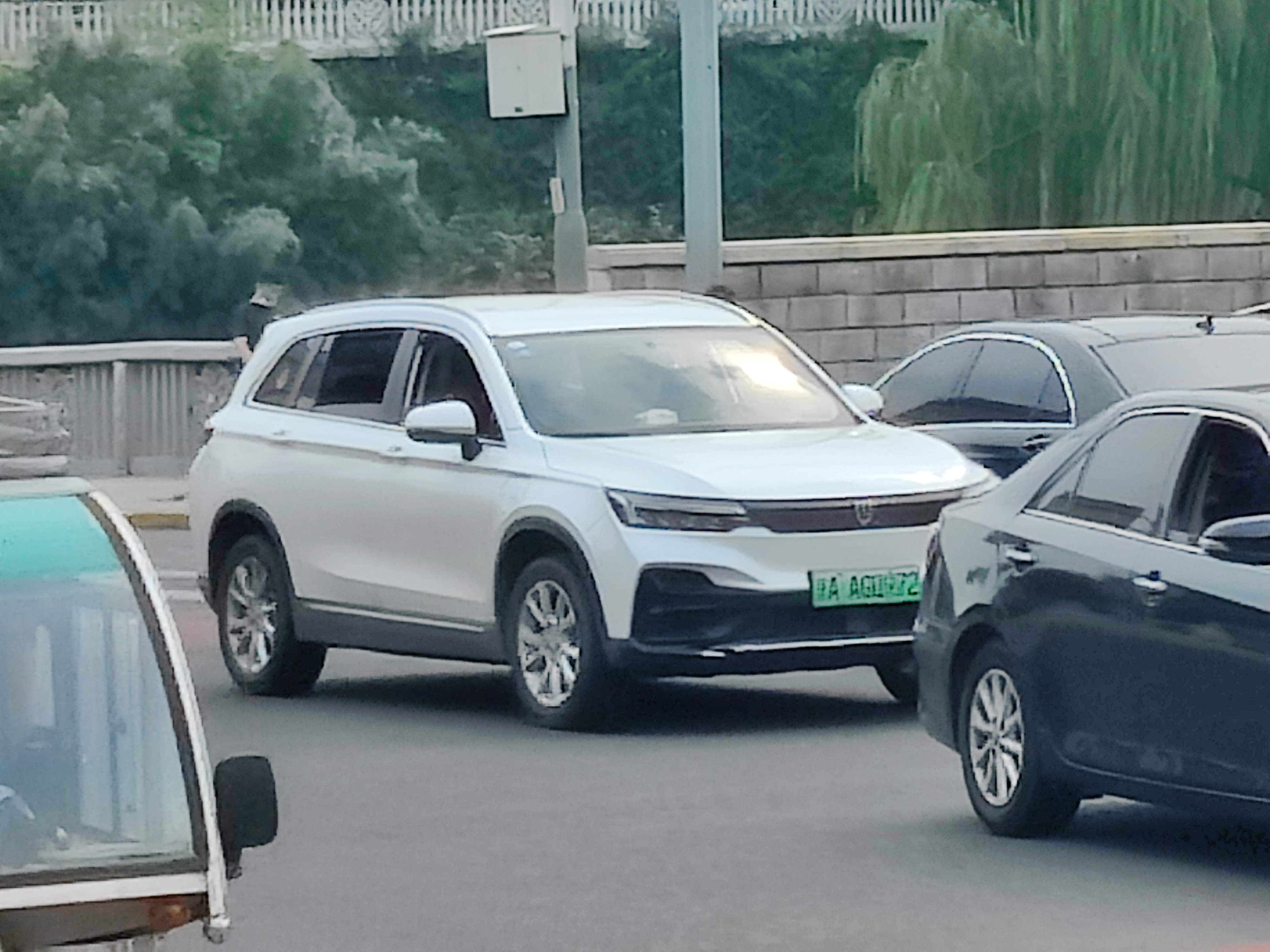
Skyworth ET5, the car manufactured by Skywell

En 2017, Skywell, propriétaire de Nanjing Golden Dragon Bus, a annoncé une expansion dans les véhicules de tourisme.
En 2020, la division de développement de voitures électriques de Skywell a officiellement présenté le Skywell ET5 comme son premier véhicule,.

### Skyworth Auto
En avril 2021, la division a été renommée Skyworth Auto pour se distinguer de la société mère Skywell. Initialement, le changement de nom n'incluait pas le Skywell ET5 lui-même, mais en juillet 2021, le véhicule a été renommé en Skyworth EV6.
En 2021, la société allemande Elaris a annoncé qu'elle distribuerait l'EV6 localement sous le nom d'Elaris Beo.
Imperium Motors a également annoncé qu'il apporterait l'EV6 aux États-Unis et au Canada la même année, en tant qu'ET5 Imperium.

## Modèle
- Skyworth Model K[8]

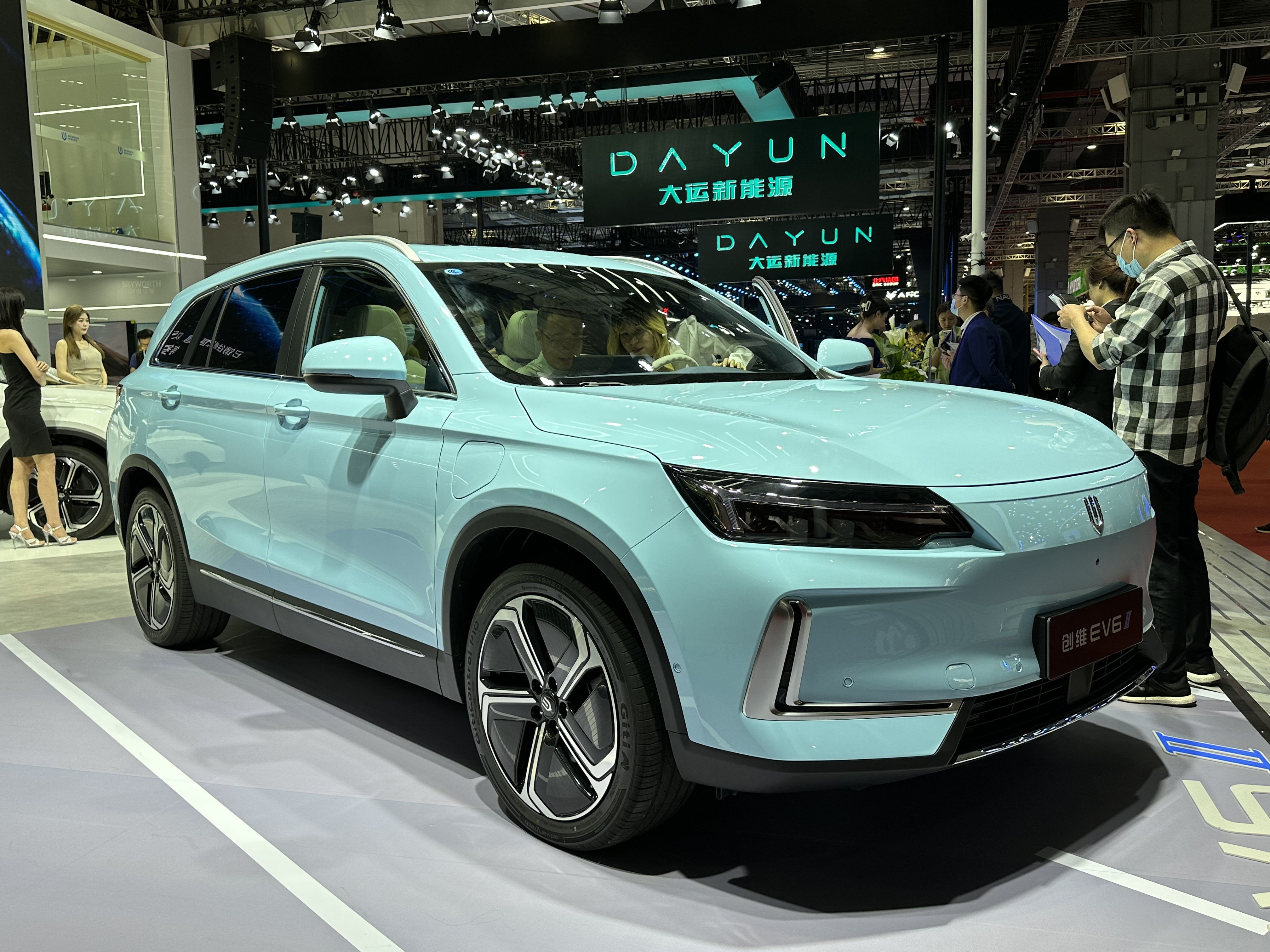
Skyworth EV6
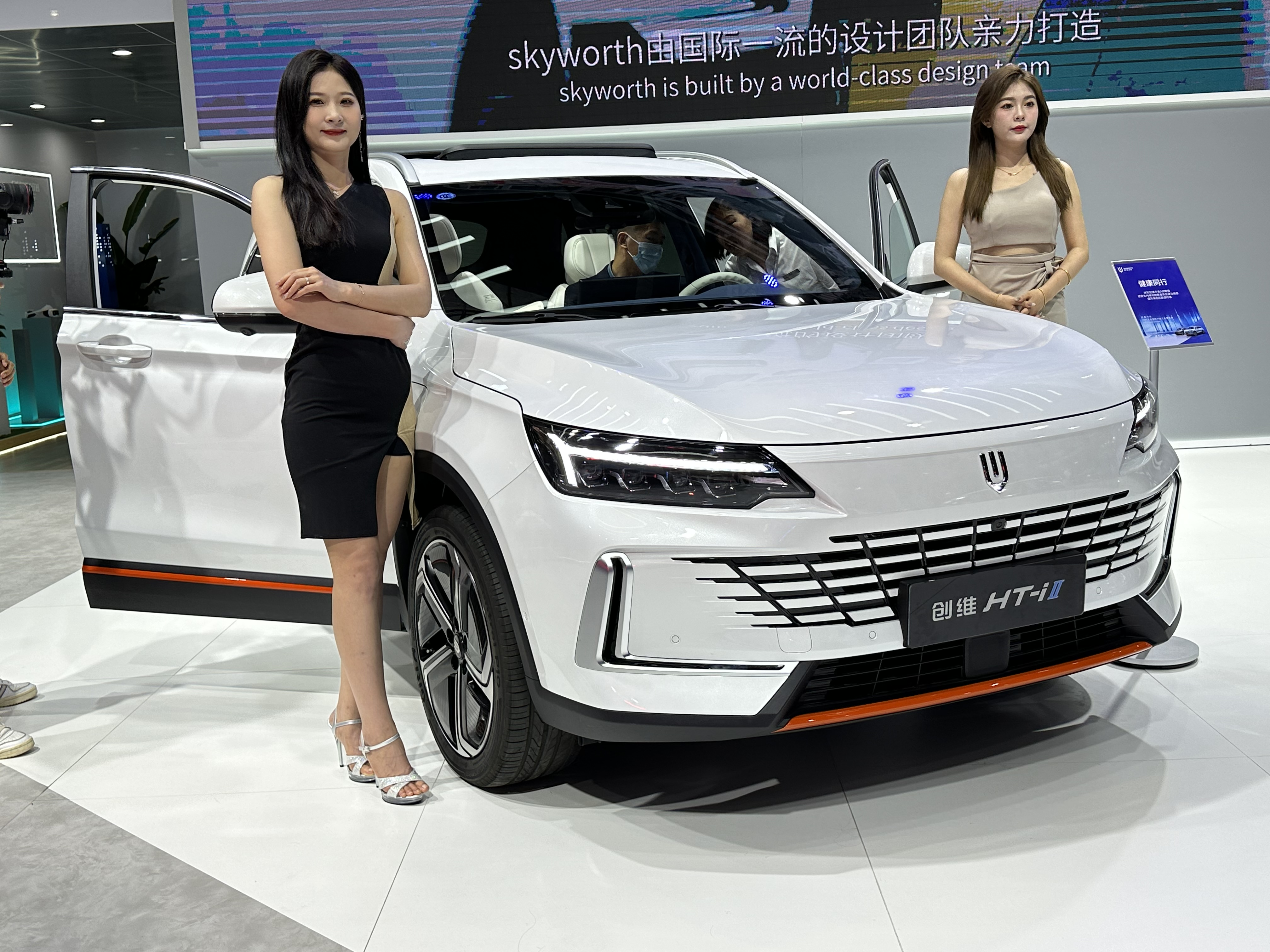
Skyworth HT-i